# سیارک ۴۳۷۶
سیارک ۴۳۷۶ (به انگلیسی: 4376 Shigemori، نامگذاری:1987FA) چهار هزار و سیصد و هفتاد و ششمین سیارک کشف شده‌است که در ۲۰ مارس ۱۹۸۷ کشف شد.
قدر مطلق سیارک برابر ۱۳٫۶۰ است.